# Dvorský les
Dvorský les är ett berg i Tjeckien.   Det ligger i regionen Hradec Králové, i den nordöstra delen av landet, 120 km nordost om huvudstaden Prag. Toppen på Dvorský les är 1 033 meter över havet.
Terrängen runt Dvorský les är huvudsakligen kuperad, men åt nordost är den platt.Runt Dvorský les är det tätbefolkat, med 308 invånare per kvadratkilometer. Närmaste större samhälle är Trutnov, 10,4 km söder om Dvorský les. I omgivningarna runt Dvorský les växer i huvudsak blandskog.